# Raman (Mondkrater)
Raman ist ein kleiner Einschlagkrater auf der nordwestlichen Mondvorderseite in der Ebene des Oceanus Procellarum, nordöstlich des Kraters Schiaparelli und nordwestlich von Herodotus.
Westlich von Raman liegen die Höhenrücken der Dorsa Burnet, im Norden liegen die Montes Agricola.
Der Krater ist mäßig erodiert. Der Rand wird im Südwesten von einem kleineren Krater überlagert, so dass die Kraterform insgesamt oval erscheint.
Der Krater wurde 1976 von der IAU nach dem indischen Physiker C. V. Raman offiziell benannt.